# دكاكلة (ولاد عبد الاه)
دكاكلة هو دُوَّار يقع بجماعة بنمنصور، إقليم القنيطرة، جهة الرباط سلا القنيطرة في المملكة المغربية. ينتمي الدوّار لمشيخة ولاد عبد الاه التي تضم 11 دوار. يقدر عدد سكانه بـ 1774 نسمة حسب الإحصاء الرسمي للسكان والسكنى لسنة 2004.

## روابط خارجية
- البوابة الوطنية للجماعات الترابية نسخة محفوظة 12 مارس 2018 على موقع واي باك مشين.
- المندوبية السامية للتخطيط